# Saint-Laurent-des-Bâtons
Saint-Laurent-des-Bâtons – miejscowość i dawna gmina we Francji, w regionie Nowa Akwitania, w departamencie Dordogne. W 2013 roku populacja Saint-Laurent-des-Bâtons wynosiła 214 mieszkańców. 
W dniu 1 stycznia 2016 roku z połączenia dwóch ówczesnych gmin – Sainte-Alvère oraz Saint-Laurent-des-Bâtons – utworzono nową gminę Sainte-Alvère-Saint-Laurent Les Bâtons. Od 1 stycznia 2017 roku znajduje się w gminie Val-de-Louyre-et-Caudeau. 